# Janusz Skowroński
Janusz Piotr Skowroński (ur. 13 sierpnia 1956 w Poznaniu) – dziennikarz, pisarz (literatura faktu), informatyk, specjalista organizacji i zarządzania, nauczyciel, burmistrz Lubania.

## Życiorys
Ukończył Szkołę Podstawowa nr 5 i Liceum Ogólnokształcące im. A. Mickiewicza w Lubaniu. Absolwent Wydziału Informatyki i Zarządzania Politechniki Wrocławskiej w zakresie organizacji i zarządzania (1980).

## Praca
- 1980–1990 – jako specjalista ds. informatyki, organizacji i zarządzania w przemyśle w Zawidowie, służbie zdrowia w Lubaniu, jednocześnie jako nauczyciel w szkolnictwie zawodowym
- 1993–2017 – własna działalność gospodarcza.
- 2018–2023 – dyrektor Muzeum Miejskiego „Dom Gerharta Hauptmanna” w Jeleniej Górze-Jagniątkowie[3][4]

### Burmistrz miasta Lubań
- 1990–1993 – burmistrz miasta Lubań (w wyniku wygranego konkursu; odwołany wraz z całym Zarządem Miasta)
- 1991–1993 – założyciel i pierwszy przewodniczący samorządowego Związku Gmin „Kwisa”[5]
- 1991 – wraz z burmistrzami Zgorzelca i pięciu miast niemieckich: Görlitz, Löbau, Zittau, Bautzen oraz Kamenz reaktywował historyczny Związek Sześciu Miast Łużyckich[6]

### Dziennikarz
W latach 1993–2006 wydawca i redaktor naczelny miesięcznika lokalnego „Przegląd Lubański”. Za tę działalność zdobywca licznych nagród na ogólnopolskich konkursach dla prasy lokalnej, w tym. m.in.:
- w 1994 roku nagroda I stopnia w III edycji Konkursu dla Prasy Lokalnej Instytutu na Rzecz Demokracji w Europie Wschodniej (IDEE),
- w 2000 roku nagroda specjalna w V edycji konkursu IDEE.

Badacz regionu, publicysta, dziennikarz, popularyzator historii „małych ojczyzn” na Dolnym Śląsku. Współtwórca ogólnopolskiego Stowarzyszenia Gazet Lokalnych.
Autor licznych publikacji prasowych w prasie ogólnopolskiej, regionalnej i lokalnej. Współtwórca audycji radiowych, programów telewizyjnych i filmów dokumentalnych, zwłaszcza dotyczących tajemnic Dolnego Śląska. Propagator rowerowego szlaku papieskiego na Dolnym Śląsku (w tym zakresie liczne artykuły i inicjatywy lokalne, m.in. dokumentujące pobyt Karola Wojtyły na Dolnym Śląsku).
Od roku 2006 stała współpraca z redakcjami czasopism: „Odkrywca” i „Karkonosze”, polsko-niemieckim „Regionem” oraz z niemiecką gazetą „Sächsische Zeitung” (dodatek „Nachbarland”).
Dwukrotna nominacja do Polsko-Niemieckiej Nagrody Dziennikarskiej:
- w edycji 2005/2006 za tekst: Ernest Gűtschow – ostatni pan zamku Czocha,
- w edycji 2006/2007 za tekst: 60 lat po śmierci Gerharta Hauptmanna. Uzupełniona biografia

W latach 2009–2010 pobyt stypendialny w Europejskim Kolegium Dziennikarskim Wolnego Uniwersytetu w Berlinie zakończony napisaniem pracy książkowej Gerhart Hauptmann in Polen 1945-1946. Vergessenes Geheimnis (2010).

### Działacz społeczny
Liczne spotkania i prelekcje edukacyjne dla młodzieży z zakresu regionalistyki, spotkania autorskie.
- 1995 współzałożyciel i działacz Stowarzyszenia[13]Zamek Czocha, 22.11.2012–19.03.2016 prezes Stowarzyszenia, od 28.05.2017 – ponownie
- 2002–2006 radny Rady II kadencji[14] Powiatu Lubańskiego
- 2008 Medal „Za zasługi dla miasta Lubania”[15]; odmowa przyjęcia[potrzebny przypis], jako powód – niewyjaśnienie przez Radę Miasta okoliczności odwołania ze stanowiska burmistrza i kierowanego przez niego Zarządu Miasta Lubania (1993)
- 2011 Izerski Kryształ – nagroda-statuetka Stowarzyszenia Rozwoju Pogórza i Gór Izerskich Zakwisie – za działalność autorską i pisanie historii prawdziwszej[16]

## Publikacje

### Własne publikacje książkowe
- Tajemnice zamku Czocha (cztery wydania – 1999, 2000, 2003, 2005, wznowienie 2010), Agencja Wydawnicza CB Warszawa[17],
- Łużyce nieznane. Tajemnice Lubania (dwa wydania – 2001, 2010), Agencja Wydawnicza CB,
- Oto idę. Rzecz o księdzu Janie Winiarskim (dwa wydania – 2006,2008), Studio Wydawniczo-Typograficzne Typoscript Wrocław,
- Tajemnice Gór Izerskich (2010), Agencja Wydawnicza CB,
- Z dziejów Kościoła Parafialnego pw. Świętej Trójcy w Lubaniu 1861–2011 (współautor: Andrzej Wilk, 2011), Wydawnictwo Ad-Rem,
- Perły znad Kwisy. Tajemnice pogranicza Śląska i Łużyc, (2012), Agencja Wydawnicza CB,
- Zapomniane tajemnice Karkonoszy, (2013), Agencja Wydawnicza CB,
- Bukowina ocalona od zapomnienia, (współautorzy: Jan Bujak, Wojciech J.Kukla, Cecylia Kazimierczak, 2013), Fundacja Bukowińska „Bratnia Pomoc”, Lubań
- Czocha. Zamki i pałace Polski (współautorzy: Zuzanna Grębecka, Robert Kudelski, Maciej, Krawczyk, Marcin Czajkowski, 2014), Hachette Polska Sp. z o.o.,
- Arbeitslager Hartmannsdorf. Zapomniana filia KL Gross-Rosen (współautor: Dorota Sula, 2015, 2016, 2020), Stowarzyszenie Zamek Czocha, Leśna; wyd. 2024 Agencja Wydawnicza CB,
- Operacja Fala. Lubań niepokorny, (2016) Agencja Wydawnicza CB,
- Szpital leśny AK 665, (2017) Agencja Wydawnicza CB[18][19].
- Bodo Ebhardt (1865–1945) i jego zamki. Katalog wystawy (współautorzy: Ivo Łaborewicz, Aleksandra Marcinów, 2018), Stowarzyszenie Zamek Czocha.
- Gerhart Hauptmann i Polacy 1945-1946 (red.), Muzeum Miejskie „Dom Gerharta Hauptmanna” Jelenia Góra 2019[20]
- Gerhart Hauptmann und die Polen 1945–1946 (Hrsg. Städtisches Museum „Gerhart-Hauptmann-Haus) 2019
- Rowerowym szlakiem Karola Wojtyły, Muzeum Miejskie „Dom Gerharta Hauptmanna” 2020
- Noblista pod lupą. Gerhart Hauptmann na znakach pocztowych świata (współautor: Krzysztof A.Kuczyński), Bukowiec 2021[21]
- Od „Wiesensteinu” do „Warszawianki”. Katalog wystawy (współautor: Ivo Łaborewicz), Muzeum Miejskie „Dom Gerharta Hauptmanna” 2021,
- Lorentz: Odnalazłem Matejkę! Na tropach grabieży dzieł sztuki, (2024) Agencja Wydawnicza CB

### Redakcja polskich wydań książek obcojęzycznych
- Paul Berkel. Geschichte der Stadt Lauban (Historia miasta Lubań), Wrocław 1991;
- Gerhart Pohl. Bin ich noch in meinem Haus? Die letzten Tage Gerhart Hauptmanns (Czy jestem jeszcze w swoim domu? Ostatnie dni Gerharta Hauptmanna), Warszawa 2010 – z obszernym posłowiem w języku polskim i niemieckim oraz filmem Tajemnica Łąkowego Kamienia w języku polskim i niemieckim (tłum. Małgorzata Urlich-Kornacka)
- Johannes Maximilian Avenarius. Malowidła w Hali Rajskiej willi Łąkowy Kamień / Die Malereien in der Paradieshalle auf dem Wiesenstein, Jelenia Góra–Jagniątków 2018 – ze wstępem w języku polskim i niemieckim, realizacją spektaklu teatralnego na tej podstawie[22]
- Margarete Hauptmann Tagebuch 1946 / Dziennik 1946, Jelenia Góra 2020 (tłum. Janusz i Elżbieta Skowrońscy)[23][24][25][26][27][28][29]
- Günther Grundmann Begegnungen eines Schlesiers mit Gerhart Hauptmann (Moje śląskie spotkania z Gerhartem Hauptmannem), Jelenia Góra 2022 (tłum. Mirosław Mackiewicz)[30]
- Alfred Schwarzmaier Die Hauptmanns und Martel. Das Leben der Margarete Heumader / Hauptmannowie i Martusia. Życie Margarety Heumader, Tiefenbach-Jelenia Góra 2023 (tłum. Elżbieta i Janusz Skowrońscy)

### Inne publikacje obcojęzyczne
- Polská armada na hranicich, [w:] Jizerské hory. O mapách, kamení a vodĕ, Karpaš R. (red.)[31]